# Tovarna Droga (Izola)
Tovarna Droga je bila naslednica nekdanje tovarne konzervirane hrane, zgrajena po iniciativi Čeha Carla Werhaneka leta 1881 pod imenom Arrigoni. Tovarno so zgradili na zahodnem delu mesta (na vzhodnem delu Izole je bila predtem že tovarna Ampelea – sedaj stoji tam tovarna Delamaris) v predelu sv. Lovrenca, takoj ob sami cerkvi sv. Lovrenca  (sedaj sv. Rok). Tovarna je postala ena najbolj poznanih izolskih tovarn. V njej so predelovali sveže in slane ribe, zelenjavo, izdelovali paradižnikovo mezgo, jušne kocke, marmelado. Tovarna Arrigoni se je leta 1958 zaradi neprestanih reklamacij na račun tržaškega podjetja preimenovala v Argo. Konec 1970-ih je tovarna prešla pod Drogo Portorož in tako postala blagovna znamka tovarne Droga.
Tovarna se je z leti razvila v najpomembnejšo tovarno konzerv na Jadranu. Prvotno je zasedala ožji pas med cerkvijo sv. Roka proti Simonovem zalivu in cesto Izola-Piran. V času Kraljevine Jugoslavije se je razširila proti zahodu do bivšega kopališča in hotela Porto-Appolo in prevzela celoten park. Park se še sedaj imenuje Park Arrigoni, tovarna pa se je od leta 1925 imenovala Arrigoni. Leta 1925 je dobila tudi kurilnico, polkrožne stavbe in 60-metrski dimnik, ki so vidni še danes. Tovarna je prvotni program konzerve sardin razširila še na drugo prehrano. Leta 1963 je z reorganizacijo Delamarisa prenehala s proizvodnjo konzerv in se usmerila na druge programe. Tovarna je delovala do opustitve proizvodnje in selitve Droge na drugo mesto leta 2001.
Opuščena tovarniška poslopja so kot industrijska znamenitost vpisana v Register kulturne dediščine.

## Zanimivosti
V proizvodnji so prevladovala dekleta in ženske, ki so delale po več kot 12 ur dnevno, ob dobrem ulovu rib tudi ob nedeljah. Na delo jih je klicala sirena, saj so bile nekatere delavke iz okoliških vasi. Nekateri so v tovarni hodili bosi, da ne bi uničili čevljev. Po priključitvi cone B k Jugoslaviji leta 1954 se je tovarna preimenovala v Argo, kasneje pa v Kombinat konzervne industrije Delamaris.